# 16:9
Il 16:9 (o 1,78:1) è un rapporto d'aspetto widescreen adottato come standard per la televisione analogica e in alta definizione negli Stati Uniti d'America, in Europa e in Giappone.

## Il 16:9

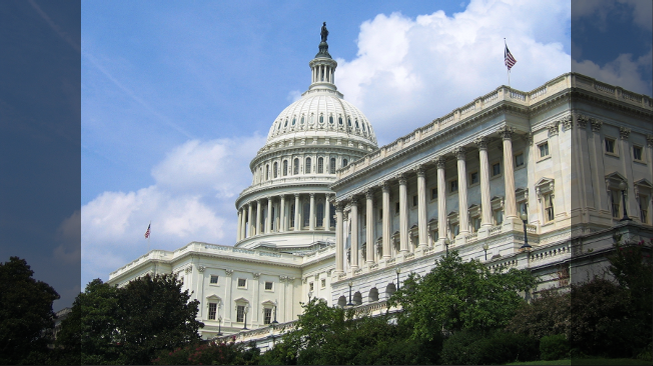
Un'immagine in formato 16:9. Le aree scure indicano la parte che non sarebbe visibile se fosse ripresa con la stessa altezza ma in formato 4:3.

La proporzione 16:9 è alla base di tutti i formati ad alta definizione (HDTV), ma è di diffusione sempre maggiore anche nella televisione standard (SDTV).
Il 16:9 corrisponde ad un formato più largo del classico 4:3, estendendo del 33% la superficie rispetto a quest'ultimo, a parità di altezza di schermo. Il 16:9 è uno dei formati che più si avvicinano alla psicovisione umana, in quanto, nonostante il campo visivo umano sia quasi perfettamente 4:3 (155°h per 120°v), l'elaborazione delle informazioni ottiche, per fattori evolutivi (ad es. la permanenza sul terreno o l'assenza di predatori volanti) e fisiologici (ad es. l'altezza media o la disposizione degli occhi), focalizza l'attenzione molto più orizzontalmente che verticalmente.
|  |  |

Le due immagini sopra offrono una comparazione tra i formati 4:3 e 16:9. In questo caso l'immagine in 16:9 trae beneficio dalla maggiore area a disposizione. Si notino in particolare gli oggetti a sinistra del lampione e le sedie con i tavoli a destra, non visualizzati nella versione 4:3. Le due immagini sono mostrate in modo che le rispettive aree siano equivalenti. Comparare due formati sulla base delle dimensioni orizzontali o verticali, infatti, può dare una falsa impressione di superiorità di uno rispetto all'altro.
|  |  |
|  |  |
|  |  |

## Risoluzioni più comuni
Alcune delle risoluzioni più comuni per 16:9 sono elencate nella tabella sottostante:
| Larghezza | Altezza | Standard |
| --------- | ------- | -------- |
| 256       | 144     |          |
| 426       | 240     |          |
| 640       | 360     | nHD      |
| 768       | 432     |          |
| 800       | 450     |          |
| 848       | 480     |          |
| 854       | 480     | FWVGA    |
| 960       | 540     | qHD      |
| 1024      | 576     |          |
| 1280      | 720     | HD       |
| 1366      | 768     | WXGA     |
| 1600      | 900     | HD+      |
| 1920      | 1080    | Full HD  |
| 2048      | 1152    |          |
| 2560      | 1440    | QHD      |
| 2880      | 1620    |          |
| 3200      | 1800    | QHD+     |
| 3840      | 2160    | 4K UHD   |
| 4096      | 2304    |          |
| 5120      | 2880    | 5K       |
| 7680      | 4320    | 8K UHD   |
| 15360     | 8640    | 16K UHD  |

## Storia e origine del 16:9
Il 16:9 nasce agli inizi degli anni ottanta, ad opera di Kerns Powers, della SMPTE, il cui scopo è realizzare un formato proprio dell'alta definizione il quale possa essere "contenitore" di tutti gli altri formati cinematografici, dal 4:3 al 2,35:1.

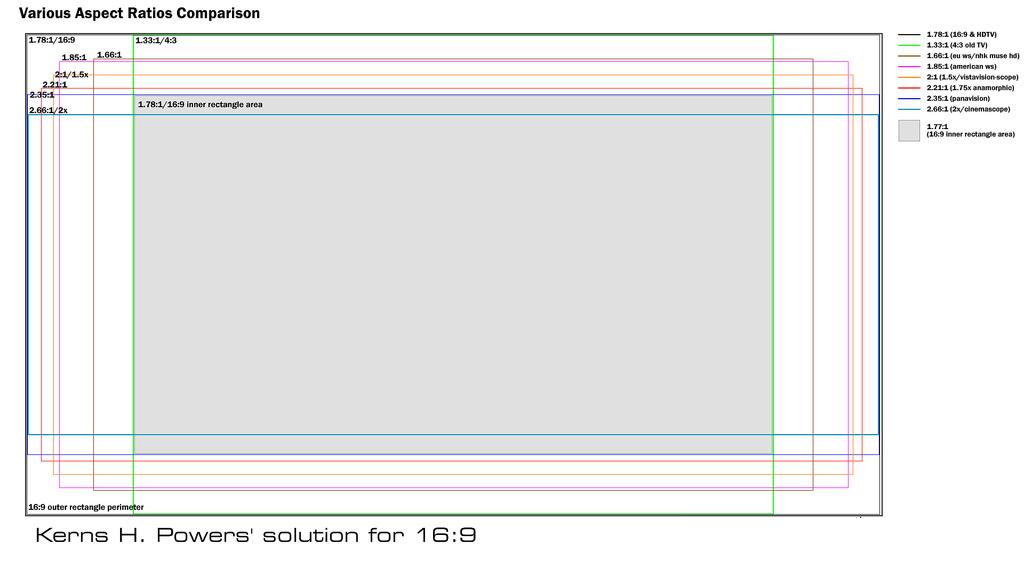
Progetto di Kerns H. Powers per il 16:9

Con uno schizzo di matita su un foglio di carta sono delineati i vari formati e cercato di stabilire il formato "centrale" o "contenitore". Ne risulta il 16:9.

### Il 16:9 in Europa
L'Unione europea sostiene da sempre il formato 16:9, dapprima con la creazione di un sistema HDTV europeo da contrastare a quello inventato agli inizi degli anni '70 dalla NHK (il quale prevede una risoluzione a 1125 linee, scansione 60 Hz interlacciata e, inizialmente, un'aspect ratio 5:3, o 1,66:1 - 1125/60i/5:3) e ulteriormente migliorata dalla SMPTE con minore banda e aspect ratio 16:9, o 5,33:3 (1125/60i/16:9), denominato MUSE.
Il formato europeo per l'alta definizione ha una risoluzione a 1250 linee, scansione interlacciata a 50 Hz e proporzioni di 16:9 (1250/50i/16:9).
I due sistemi HDTV sono entrambi utilizzati in occasione dei mondiali di calcio del 1990 in Italia e trasmessi attraverso il satellite Olympus a 8 diversi teatri italiani e in Spagna. I Giochi della XXV Olimpiade di Barcellona e i XVI Giochi olimpici invernali di Albertville nel 1992 vedono lo sviluppo dell'HDTV europea nella diffusione di contenuti a livello mondiale.
Per aumentare la diffusione del 16:9 e dell'alta definizione in Europa, l'UE, avvia, con una direttiva, il 16:9 Action Plan, un piano d'azione per lo sviluppo del formato panoramico, con un investimento di 405 milioni di ECU dal 1993 al 1997. In Italia, i beneficiari sono la Rai, TELE+ (dal 2003 Sky Italia), il gruppo Cecchi Gori e varie emittenti private. La Mediaset, pensando a proporre quello che per lei è definito "di qualità sociale", rinuncia a ricevere i fondi del piano.
Le problematiche relative all'alta definizione in Europa e altrove sono la complessità dei mezzi di comunicazione e i costi esorbitanti del progetto, unito alla difficoltà di relativa penetrazione nel mercato. Il progetto HDTV verrà poi abbandonato per poi lasciare spazio al progetto statunitense proposto dal consorzio ATSC.
Nel 2006 iniziano a ritmo pieno in tutta Europa trasmissioni in HDTV (1080/50i/16:9). Il primo canale europeo in HD nasce nel 2004 con il nome di Euro1080, da cui avviene, nel corso del 2005, la scissione in tre canali diversi: HD1, HD2 e HD5. L'HDTV ha come formato standard di immagine il 16:9. Rispetto al sistema a definizione standard che, secondo le specifiche europee PAL, ha una risoluzione verticale di 576 pixel, l'HDTV detiene, secondo le due specifiche, una risoluzione minima di 720 pixel e una massima di 1080 pixel. In Italia, L'HDTV è distribuita, per ora, da Sky Italia, tramite l'offerta Sky HD e da Mediaset, quest'ultima attraverso il digitale terrestre. La Rai trasmette i giochi olimpici invernali di Torino 2006 in HDTV via satellite e, in via sperimentale, sulle frequenze terrestri nei dintorni di Torino a circuito chiuso, visibile nei soli luoghi pubblici; riprenderà le trasmissioni in HDTV dal 2010 con il solo canale Rai HD e dal 2013 con Rai 1, Rai 2 e Rai 3.

## Dimensione equivalente dei formati
Per calcolare la grandezza della diagonale in pollici di uno schermo con proporzioni 16:9 visivamente equivalente ad uno 4:3 o viceversa, è necessario considerare che una data immagine in un formato deve poter essere contenuta in schermi di entrambe le proporzioni (4:3 e 16:9) mantenendo le stesse esatte dimensioni; geometricamente i rettangoli contenenti la visione, vengono inseriti l'uno nell'altro mantenendo in comune la dimensione di un lato (l'altezza per immagini native 4:3 e la larghezza per immagini native 16:9).
La formula per calcolare in pollici la diagonale di uno schermo di un formato che contiene con le stesse dimensioni un'immagine nativa dell'altro formato, è la seguente:
{\displaystyle \ diagonale_{16:9}=diagonale_{4:3}\times 1,2238}
{\displaystyle \ diagonale_{4:3}=diagonale_{16:9}/1,2238}

## Calcolo delle dimensioni
Per uno schermo 16:9 è possibile, sicché noto tale rapporto, calcolare le diverse misure con il teorema di Pitagora.
Nota la larghezza, si possono calcolare le altre dimensioni usando le seguenti formule:
- {\displaystyle altezza={\frac {9}{16}}\cdot larghezza=0,5625\cdot larghezza}
- {\displaystyle diagonale={\frac {\sqrt {337}}{16}}\cdot larghezza\simeq 1,1473\cdot larghezza}

Nota l'altezza, si possono calcolare le altre dimensioni usando le seguenti formule:
- {\displaystyle larghezza={\frac {16}{9}}\cdot altezza\simeq 1,7778\cdot altezza}
- {\displaystyle diagonale={\frac {\sqrt {337}}{9}}\cdot altezza\simeq 2,0397\cdot altezza}

Nota la diagonale, invece, si possono calcolare le altre dimensioni usando le seguenti formule:
- {\displaystyle altezza={\frac {9{\sqrt {337}}}{337}}\cdot diagonale\simeq 0,4903\cdot diagonale}
- {\displaystyle larghezza={\frac {16{\sqrt {337}}}{337}}\cdot diagonale\simeq 0,8716\cdot diagonale}

Dalle due precedenti formule, si evince come l'altezza sia circa il 49% della diagonale, mentre la larghezza circa il 87%.
A dimostrazione delle formule calcolate in precedenza, si noti che {\displaystyle {\frac {larghezza}{altezza}}={\frac {{\frac {16{\sqrt {337}}}{337}}\cdot diagonale}{{\frac {9{\sqrt {337}}}{337}}\cdot diagonale}}={\frac {16}{9}}} (a livello meramente aritmetico, {\displaystyle {\frac {0,8716}{0,4903}}\simeq 1,7777\simeq {\frac {16}{9}}}).
Per di più, data la dimensione della diagonale in pollici, si può risalire alla dimensione (altezza e larghezza) dei lati in centimetri mediante le seguenti formule:
- {\displaystyle altezza_{cm}=2,54\cdot diagonale_{pollici}\cdot {\frac {9{\sqrt {337}}}{337}}={\frac {1143{\sqrt {337}}}{16850}}\cdot diagonale_{pollici}\simeq 1,2453\cdot diagonale_{pollici}}
- {\displaystyle larghezza_{cm}=2,54\cdot diagonale_{pollici}\cdot {\frac {16{\sqrt {337}}}{337}}={\frac {1016{\sqrt {337}}}{8425}}\cdot diagonale_{pollici}\simeq 2,2138\cdot diagonale_{pollici}}

Questo vale per le formule precedenti e per la conversione esatta {\displaystyle 1{in}=2,54{cm}}.